# Tommy Gibb
Thomas Gibb, conosciuto come Tommy Gibb (Bathgate, 13 dicembre 1944), è un ex calciatore scozzese, di ruolo centrocampista.

## Carriera
Cresciuto nel Wallhouse Rose e nel Bathgate Thistle, prima di diventare professionista nel 1963 nelle file del Partick Thistle. Nella sua carriera, giocò anche con Newcastle United, Sunderland e Hartlepool United, prima di ritirarsi nel 1978.

## Palmarès

### Club

#### Competizioni internazionali
- Coppa delle Fiere: 1

Newcastle: 1968-1969
- Coppa Anglo-Italiana: 1

Newcastle: 1973